# Blažej Mixa

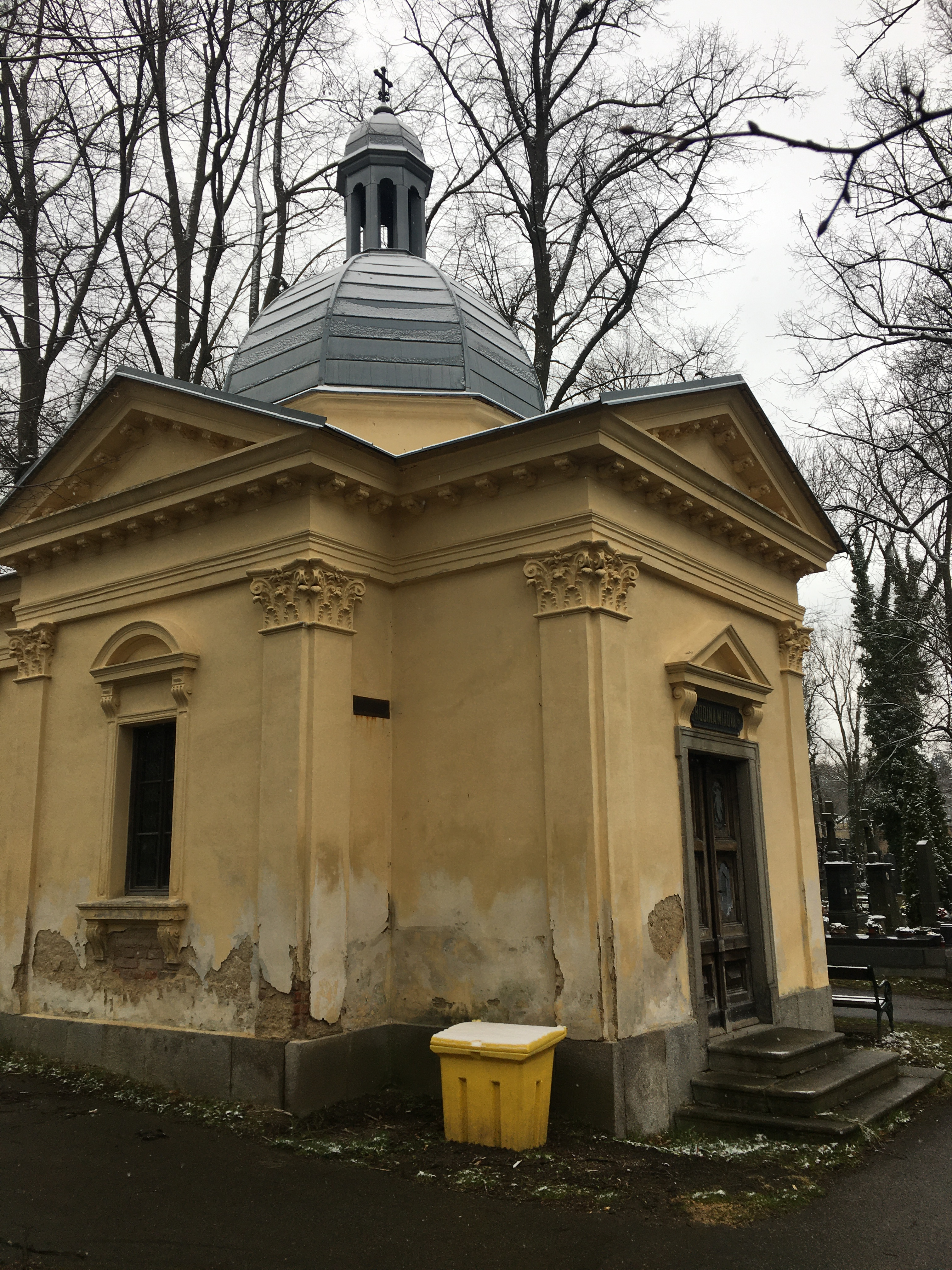
Hrobka rodiny Mixovy na Městském hřbitově v Příbrami

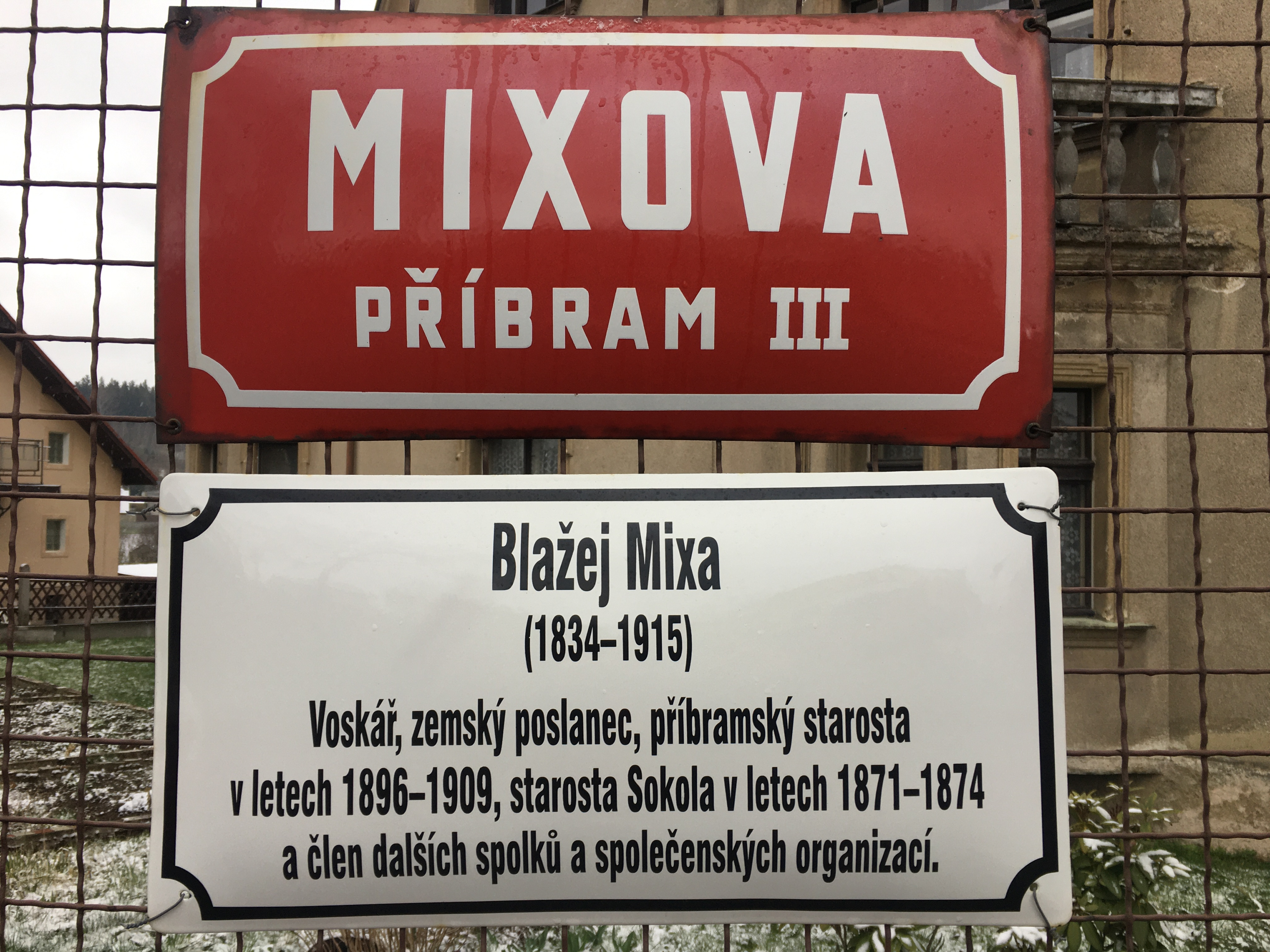
Tabulka v ulici Mixova v Příbrami

Blažej Mixa (2. února 1834 Příbram – 24. prosince 1915 Slaný) byl český politik, poslanec Českého zemského sněmu a Říšské rady, starosta Příbrami.

## Životopis
Vystudoval reálnou školu a pak založil voskařskou firmu. Podnikl cesty po celé Evropě. Sám pocházel ze starousedlé voskařské rodiny z Příbrami. Roku 1888 převedl firmu na svého synovce a soustřeďoval se pak spíš na politické aktivity. Byl opakovaně volen do městské rady a v letech 1896–1909 byl starostou Příbrami. Za jeho éry došlo k stavebnímu rozvoji města. Vyrostla plynárna a nová sokolovna. Na funkci starosty rezignoval roku 1909 kvůli pokročilému věku. Zasedal i v okresním zastupitelstvu a okresní školní radě. Byl členem četných místních spolků. V letech 1871–1874 byl starostou příbramského Sokola.
Ve volbách roku 1891 se stal za mladočeskou stranu poslancem Říšské rady (celostátní zákonodárný sbor), kde zastupoval městskou kurii, obvod Příbram, Březové Hory atd. Ve vídeňském parlamentu setrval do 10. října 1893, kdy oznámil rezignaci na mandát.
Již roku 1874 byl zvolen taky za poslance Českého zemského sněmu. Čeští politici tehdy ovšem v rámci politiky pasivní rezistence mandáty v zákonodárných sborech fakticky nepřebírali. Jeho skutečný nástup na zemský sněm se tak odehrál až v zemských volbách roku 1889, za mladočechy. V roce 1895 byl vyloučen z Mladočeské strany pro jeho spolupráci s arcibiskupem Františkem Schönbornem v rámci církevního vedení a tím porušení stanov bezkonfesijnosti představitelů strany. V zemských volbách roku 1895 byl na zemský sněm zvolen opětovně, ale nyní jako nezávislý, nestranický kandidát, když porazil ve svém obvodu mladočecha Viléma Kurze. V květnu 1899 byla jeho volba ovšem anulována rozhodnutím sněmu a on ztratil mandát.

## Památka
Od roku 1897 byl čestným občanem Příbrami. Byl mu udělen Řád Františka Josefa. Zemřel v prosinci 1915 ve Slaném. Pohřeb se konal 27. prosince na Městském hřbitově v Příbrami kde má rodina Mixova největší hrobku. Byla po něm pojmenována ulice v Příbrami, která byla přejmenována, název Mixova nese znovu od roku 1995.